# Blai González i Alarcón
Blai González i Alarcón   (Barcelona, 3 de febrer de 1920 - Barcelona, 9 de desembre de 1986), conegut com a Blai o Blay, fou un futbolista català de la dècada de 1940.
Jugava de davanter centre, començant sovint des de l'extrem esquerre. Tenia un gran olfacte i percentatge golejador.
Va ser jugador de Terrassa FC, UE Sants i Reus Deportiu a inicis dels anys quaranta. Arribà al RCD Espanyol el 1944, on jugà fins 1947. Va jugar cedit al CE Mataró la darrera temporada. Amb el primer equip blanc-i-blau disputà 17 partits oficials i marcà 10 gols.
A continuació va jugar al CF Badalona (1948-49), FC Santboià (1949-50) i CE Sant Cugat (1950-51).